# Августа Доротея Гогенлое-Лангенбурзька
Августа Доротея Гогенлое-Лангенбурзька (нім. Augusta Dorothea zu Hohenlohe-Langenburg), (нар. 12 січня 1678 — пом. 9 травня 1740) — представниця німецької знаті XVII—XVIII століття, донька графа Генріха Фрідріха Гогенлое-Лангенбурзького та графині Юліани Кастелл-Ремлінгенської, дружина графа Генріха XI Ройсс-Шляйцького.

## Біографія

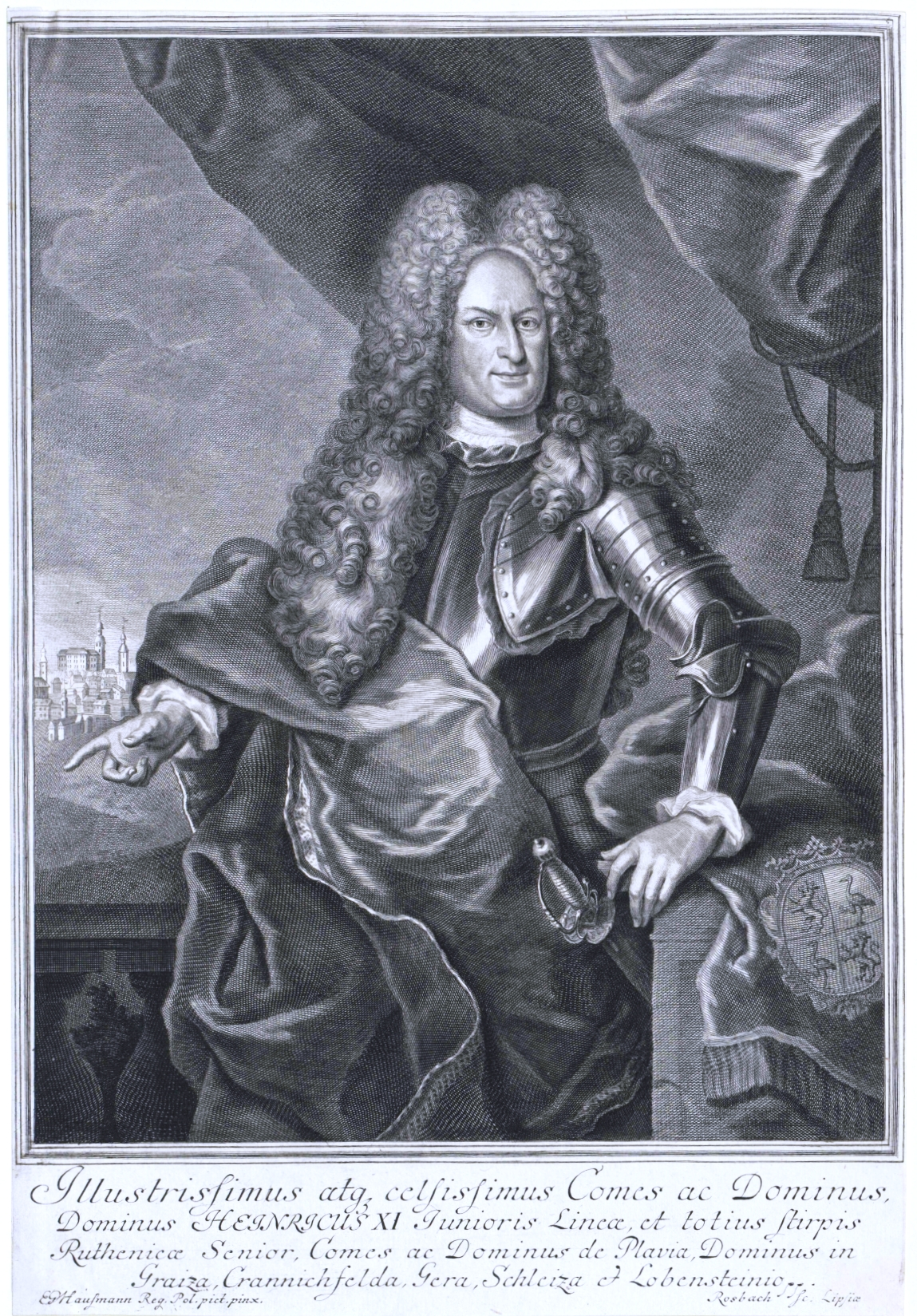
Генріх XI

Августа Доротея народилась 14 січня 1678 у Лангенбурзі. Вона була чотирнадцятою дитиною та восьмою донькою в родині графа Генріха Фрідріха Гогенлое-Лангенбурзького та його другої дружини Юліани Кастелл-Ремлінгенської. На момент її народження в живих було восьмеро її старших братів та сестер.
У 37 років пошлюбилася із удовим 46-річним графом Генріхом XI Ройсс цу Шляйц. Від першого шлюбу наречений мав дорослого сина. Весілля відбулося 8 травня 1715 у Лангенбурзі. У подружжя народилися син та донька.
Генріх помер влітку 1726 року. Августа Доротея пережила його на чотирнадцять років і пішла з життя 9 травня 1740 року у Шляйці. Була похована в князівській крипті Бергкірхе у Шляйці.

## Родина
Чоловік — Генріх XI Ройсс-Шляйцький
Діти:
- Генріх (1716—1784) — був двічі одружений, мав семеро дітей від обох шлюбів;
- Йоганна Емілія (1722—1729) — померла в дитячому віці.